# Sabuesos (serie surcoreana)
Perros de caza (en hangul, 사냥개들; romanización revisada del coreano: Sanyanggaedeul) es una miniserie de ocho capítulos de televisión web surcoreana escrita y dirigida por Kim Joo-hwan, y protagonizada por Woo Do-hwan, Lee Sang-yi, Park Sung-woong y Heo Joon-ho. Está programada para emitirse por la plataforma Netflix desde el 9 de junio de 2023.

## Sinopsis
La trama está ambientada en la época de la pandemia de covid-19. Obligado a pagar una deuda, un joven que aspiraba a convertirse en boxeador profesional renuncia a ello para trabajar, junto con otro amigo boxeador y como él exmarine, a las órdenes del Sr. Choi. Este es un hombre que fue una leyenda en el mundo de los préstamos privados hasta que un día desapareció sin dejar rastro. Ahora ha vuelto a escena y, junto con una joven a la que trata como su heredera, se dedica a ayudar a las personas necesitadas prestándoles dinero sin intereses, pero choca así con otros personajes de este negocio, contra los cuales se enfrentan los cuatro protagonistas.

## Reparto

### Principal
- Woo Do-hwan como Kim Geon-woo, un aspirante a boxeador sincero y considerado que trabaja para prestamistas ilegales.[4][5]
- Lee Sang-yi como Hong Woo-jin, el compañero de Geon-woo.[4]
- Park Sung-woong como Kim Myeong-gil, director ejecutivo de Smile Capital, un famoso usurero ilegal que reina por encima de la ley.[4][6]
- Heo Joon-ho como el presidente Choi, el líder legendario de la industria de préstamos privados.[4]

### Secundario

#### Entorno del presidente Choi
- Kim Sae-ron como Cha Hyun-joo, una joven a la que el presidente Choi trata como su nieta y heredera.[7][8][9]
  - Kang You-ra como Hyun-joo de niña.

- Ryu Soo-young como Lee Doo-young, antiguo empleado del presidente Choi, al que ayuda.[10]
- Lee Hae-young, como Hwang Yang-jung, antiguo empleado del presidente Choi, que dirige un restaurante japonés.[11]
- Min Kyung-jin como Oh In-mook, el conductor y servidor más estrecho del presidente Choi.

#### Smile Capital y entorno de Kim Myeong-gil
- Tae Won-seok como Kang In-beom, fornido subalterno de Myeong-gil, al que conoció en la cárcel.
- Cheon Dong-bin como Cheon Dong-woo.[12]
- Ha Soo-ho como Im Jang-do, director de planificación estratégica de Smile Capital que estudió en la Academia de Policía.
- Jo Wan-gi como Kim Jun-min, director de ventas de Smile Capital.
- Bae Jae-gi como Yang Jae-myeong, que recibió un préstamo mediante un engaño del presidente Choi, y trabaja ahora para Smile Capital.

#### Otros
- Choi Young-joon como Min Kang-yong, miembro de la División de Investigación de Delitos Graves del Cuartel General de Investigación Nacional y hermano mayor de Min-beom.[11]
- Choi Si-won como Hong Min-beom, miembro de tercera generación de una familia chaebol, y hermano menor de Kang-yong.[13][11]
- Hong Jun-young como el capitán Jung.
- Ha Soo-ho como Im Jang-do.
- Yoon Yoo-sun como Yoon So-yeon, la madre de Geon-woo.
- Park Ye-ni como Kang Tae-yeong.
- Jung Da-eun como Oh Da-min, la nieta de In-mook.[14]

### Apariciones especiales
- Lee Joong-ok como un borracho (ep. 1).[15]
- Park Hoon como Moon Kwang-moo, un exmarine, usurero privado que trabajó con el presidente Choi y con el que se mantiene en contacto.

- Kim Min-jae como Kim Jae-min, un oficial corrupto de la Unidad 1 de la División de Investigación de Delitos Graves y subalterno de Kang-yong.
- Lim Hwa-young como Min-ji, la mujer de Doo-young.

## Producción
La serie está basada en un popular webtoon con el mismo título original, creado por Jeong Chan. Netflix confirmó la producción en noviembre de 2021, así como los nombres de los protagonistas y del director Kim Yoo-hwan, en lo que es su primera serie. Este último dirigió también la película Midnight Runners en 2017.
Para el papel de Hyun-joo había sido elegida en principio Kim Sae-ron. Sin embargo, en mayo de 2022 la actriz fue sorprendida por la policía cuando provocó un accidente mientras conducía en estado de ebriedad. El escándalo consiguiente provocó que Netflix decidiera sustituirla por Jung Da-eun, a pesar de que ya se había rodado la mayor parte de las escenas y la sustitución exigiría cambios en el guion. En abril de 2023 fuentes cercanas a la producción declararon que Kim aparecería en la serie de todos modos y que se mantendrían escenas ya filmadas por ella antes del accidente, de modo que Jung interpretaría un personaje diferente. Para minimizar el denominado «riesgo Kim Sae-ron», es decir, que la serie sufriera el rechazo de parte de la audiencia por la presencia de la actriz, el director optó por reducir en lo posible sus escenas.
El 12 de mayo de 2023 se anunció la fecha de lanzamiento del 9 de junio, al tiempo que se publicaban el cartel principal y el primer tráiler. El 18 de mayo les siguieron imágenes de algunas escenas. La serie se presentó en conferencia de prensa el 7 de junio, en un hotel de Mapo-gu, Seúl.

## Recepción

### Audiencia
Según datos proporcionados por Netflix, al 2 de julio de 2023 la serie llevaba cuatro semanas entre los diez programas de lengua no inglesa más vistos en el mundo a través de la plataforma, con más de veinte millones de horas.

### Crítica
Pierce Conran (South China Morning Post) escribe a propósito de Sabuesos: «puede ser una historia simple, pero nos atrae de manera experta a través de su ritmo, manteniendo el suspenso entre las peleas espectaculares». Lamenta sin embargo la desaparición del personaje interpretado por Kim Sae-ron, debida al incidente señalado más arriba, y su «poco convincente» sustitución por Jung Da-eun. Según Conran, esto empaña el final de la serie, que podría haber sido excelente pero se queda en un muy buen programa.
La recensión de Wired Italia señala que «aquello en lo que Sabuesos sobresale inequívocamente es en la coreografía de las escenas de acción: combates de boxeo, enfrentamientos entre bandas, palizas, duelos con armas blancas, muchas veces escenificados mediante magistrales planos secuencia y sin las limitaciones de la censura televisiva en abierto».
Jonathan Wilson (Ready Steady Cut) también destaca de la serie las escenas de acción: «Sabuesos vive y muere en su acción. La mayoría de los episodios incluyen al menos un par de piezas geniales, desde peleas a puñetazos hasta persecuciones de autos, y la coreografía es muy buena en el peor de los casos y, a veces, incluso excepcional». Aparte de ello, la trama es bastante simple y el desarrollo demasiado extenso.

## Premios y nominaciones
| Año  | Premios          | Categoría              | Candidato   | Resultado | Ref.   |
| ---- | ---------------- | ---------------------- | ----------- | --------- | ------ |
| 2023 | 14.º Korea Drama | Premio a la excelencia | Lee Sang-yi | Ganador   | [ 27 ] |